# Reggenza di Kutai Occidentale
La reggenza di Kutai Occidentale (in indonesiano: Kabupaten Kutai Barat) è una reggenza dell'Indonesia, situata nella provincia di Kalimantan Orientale.